# Le Mistral (vonat)
Az Le Mistral egy francia belföldi vasúti Trans-Europ-Express járat volt, mely Párizs és Nizza között közlekedett.

## Menetrend
| TEE 11 | Ország        | Állomás              | km   | TEE 10 |
| ------ | ------------- | -------------------- | ---- | ------ |
| 13:20  | Franciaország | Paris Gare de Lyon   | 0    | 23:35  |
| 15:39  | Franciaország | Dijon                | 315  | 21:15  |
| 17:10  | Franciaország | Lyon Perrache        | 512  | 19:48  |
| 18:06  | Franciaország | Valence              | 617  | 18:50  |
| 19:03  | Franciaország | Avignon              | 742  | 17:52  |
| 20:15  | Franciaország | Marseille St Charles | 863  | 16:51  |
| 20:54  | Franciaország | Toulon               | 930  | 16:04  |
| 21:43  | Franciaország | St. Raphael          | 1024 | 15:15  |
| 22:05  | Franciaország | Cannes               | 1057 | 14:52  |
| 22:14  | Franciaország | Antibes              | 1068 | 14:42  |
| 22:30  | Franciaország | Nice Ville           | 1088 | 14:28  |